# Parque Iguaçu
El Parque Iguaçu es un parque de la ciudad de Curitiba, capital del Estado brasileño de Paraná.
El principal atractivo de este parque es el patín de Remo y Canotaje (también conocido como Parque Nauticus Iguaçu) que ha sido sede de competiciones internacionales.
El Parque Iguaçu fue creado en 1976 para preservar el fondo de los valles del río Iguaçu y en 1982 abrió el Zoológico de Curitiba.